# Campionato nordamericano maschile under 19 di pallavolo 2010
Il Campionato nordamericano maschile under 19 di pallavolo 2010 si è svolto dal 16 al 21 agosto a Guadalajara, in Messico: al torneo hanno partecipato nove squadre nazionali under 19 nordamericane e la vittoria finale è andata per la prima volta a Cuba.

## Impianti
|                                                                          |  |  |
|                                                                          |  |  |
| Auditorio Panamericano Città: Guadalajara Capienza: - Anno d'apertura: - |  |  |

## Regolamento

### Formula
Le squadre hanno disputato una prima fase a gironi con formula del girone all'italiana; al termine della prima fase:
- Le migliori due prime classificate alla fase a gironi hanno acceduto alla fase finale per il primo posto, strutturata in quarti di finale, a cui hanno partecipato solo la peggior prima classificata e le seconde classificate, semifinali, finale per il quinto posto, finale per il terzo posto e finale.
- Le due formazioni eliminate ai quarti di finale hanno acceduto alla finale per il quinto posto.
- Le peggiori due terze classificate hanno acceduto alla finale per il nono posto.
- La vincitrice della finale per il nono posto e la migliore terza classificata hanno acceduto alla finale per il settimo posto.

### Criteri di classifica
In caso di vittoria è prevista l'assegnazione di 2 punti, mentre in caso di sconfitta è prevista l'assegnazione di 1 punto.
L'ordine del posizionamento in classifica è stato definito in base a:
- Punti;
- Ratio dei punti realizzati/subiti;
- Ratio dei set vinti/persi;
- Risultati degli scontri diretti.

## Squadre partecipanti
| Squadra         | Qualificazione      | Ultima partecipazione      |
| --------------- | ------------------- | -------------------------- |
| Canada          | -                   | Stati Uniti 2008           |
| Costa Rica      | -                   | ?                          |
| Cuba            | -                   | Repubblica Dominicana 2006 |
| Curaçao         | -                   | ?                          |
| Guatemala       | -                   | Stati Uniti 2008           |
| Messico         | Paese organizzatore | Stati Uniti 2008           |
| Porto Rico      | -                   | Stati Uniti 2008           |
| Rep. Dominicana | -                   | Repubblica Dominicana 2006 |
| Stati Uniti     | -                   | Stati Uniti 2008           |

## Torneo

### Fase a gironi
| Girone A    | Girone B        | Girone C   |
| ----------- | --------------- | ---------- |
| Canada      | Curaçao         | Costa Rica |
| Cuba        | Porto Rico      | Guatemala  |
| Stati Uniti | Rep. Dominicana | Messico    |

#### Girone A

##### Risultati
| 6 aprile 2010 Auditorio Panamericano, Guadalajara Durata: 1h:10 - Spettatori: 500   | Stati Uniti | 3 - 0 | Canada      | 25-14, 25-17, 25-11 |
| 7 aprile 2010 Auditorio Panamericano, Guadalajara Durata: 1h:11 - Spettatori: 400   | Canada      | 0 - 3 | Cuba        | 14-25, 10-25, 13-25 |
| 8 aprile 2010 Auditorio Panamericano, Guadalajara Durata: 1h:30 - Spettatori: 2 000 | Cuba        | 3 - 0 | Stati Uniti | 27-25, 25-23, 25-20 |

##### Classifica
| Pos | Squadra     | Pt | G | V | P | SV | SP | Ratio | PF  | PS  | Ratio |
| --- | ----------- | -- | - | - | - | -- | -- | ----- | --- | --- | ----- |
| 1   | Cuba        | 4  | 2 | 2 | 0 | 6  | 0  | MAX   | 152 | 105 | 1,448 |
| 2   | Stati Uniti | 3  | 2 | 1 | 1 | 3  | 3  | 1,000 | 143 | 119 | 1,202 |
| 3   | Canada      | 2  | 2 | 0 | 0 | 0  | 6  | 0,000 | 79  | 150 | 0,527 |

#### Girone B

##### Risultati
| 6 aprile 2010 Auditorio Panamericano, Guadalajara Durata: 1h:13 - Spettatori: 300 | Porto Rico      | 3 - 0 | Curaçao         | 25-22, 25-11, 25-13 |
| 7 aprile 2010 Auditorio Panamericano, Guadalajara Durata: 1h:07 - Spettatori: 200 | Curaçao         | 0 - 3 | Rep. Dominicana | 11-25, 20-25, 14-25 |
| 8 aprile 2010 Auditorio Panamericano, Guadalajara Durata: 1h:09 - Spettatori: 200 | Rep. Dominicana | 0 - 3 | Porto Rico      | 16-25, 6-25, 15-25  |

##### Classifica
| Pos | Squadra         | Pt | G | V | P | SV | SP | Ratio | PF  | PS  | Ratio |
| --- | --------------- | -- | - | - | - | -- | -- | ----- | --- | --- | ----- |
| 1   | Porto Rico      | 4  | 2 | 2 | 0 | 6  | 0  | MAX   | 150 | 83  | 1,807 |
| 2   | Rep. Dominicana | 3  | 2 | 1 | 1 | 3  | 3  | 1,000 | 112 | 120 | 0,933 |
| 3   | Curaçao         | 2  | 2 | 0 | 2 | 0  | 6  | 0,000 | 91  | 150 | 0,607 |

#### Girone C

##### Risultati
| 6 aprile 2010 Auditorio Panamericano, Guadalajara Durata: 1h:53 - Spettatori: 250   | Costa Rica | 0 - 3 | Guatemala  | 19-25, 19-25, 18-25 |
| 7 aprile 2010 Auditorio Panamericano, Guadalajara Durata: 1h:02 - Spettatori: 1 100 | Guatemala  | 0 - 3 | Messico    | 12-25, 9-25, 13-25  |
| 8 aprile 2010 Auditorio Panamericano, Guadalajara Durata: 1h:08 - Spettatori: 1 000 | Messico    | 3 - 0 | Costa Rica | 25-18, 25-10, 25-10 |

##### Classifica
| Pos | Squadra    | Pt | G | V | P | SV | SP | Ratio | PF  | PS  | Ratio |
| --- | ---------- | -- | - | - | - | -- | -- | ----- | --- | --- | ----- |
| 1   | Messico    | 4  | 2 | 2 | 0 | 6  | 0  | MAX   | 150 | 72  | 2,083 |
| 2   | Guatemala  | 3  | 2 | 1 | 1 | 3  | 3  | 1,000 | 109 | 131 | 0,832 |
| 3   | Costa Rica | 2  | 2 | 0 | 2 | 0  | 6  | 0,000 | 94  | 150 | 0,627 |

### Fase finale

#### Finali 1º e 3º posto
|  | Quarti          | Quarti      |            |         | Semifinali         | Semifinali         |  |  | Finale 1º/2º posto | Finale 1º/2º posto |
|  |                 |             |            |         |                    |                    |  |  |                    |                    |
|  |                 |             |            |         |                    |                    |  |  |                    |                    |
|  |                 |             |            |         |                    |                    |  |  |                    |                    |
|  | -               | -           |            |         |                    |                    |  |  |                    |                    |
|  | -               | -           |            |         |                    |                    |  |  |                    |                    |
|  | -               | -           |            |         |                    |                    |  |  |                    |                    |
|  | -               | -           | Porto Rico | 0       |                    |                    |  |  |                    |                    |
|  |                 |             | Porto Rico | 0       |                    |                    |  |  |                    |                    |
|  |                 | Cuba        | 3          |         |                    |                    |  |  |                    |                    |
|  | Cuba            | Cuba        | 3          | 3       |                    |                    |  |  |                    |                    |
|  | Cuba            |             |            | 3       |                    |                    |  |  |                    |                    |
|  | Guatemala       | 0           |            |         |                    |                    |  |  |                    |                    |
|  | Guatemala       | 0           | Cuba       | 3       |                    |                    |  |  |                    |                    |
|  |                 |             | Cuba       | 3       |                    |                    |  |  |                    |                    |
|  |                 | Stati Uniti | 0          |         |                    |                    |  |  |                    |                    |
|  | -               | Stati Uniti | 0          | -       |                    |                    |  |  |                    |                    |
|  | -               |             |            | -       |                    |                    |  |  |                    |                    |
|  | -               | -           |            |         |                    |                    |  |  |                    |                    |
|  | -               | -           | Messico    | 0       | Finale 3º/4º posto | Finale 3º/4º posto |  |  |                    |                    |
|  |                 |             | Messico    | 0       | Finale 3º/4º posto | Finale 3º/4º posto |  |  |                    |                    |
|  |                 | Stati Uniti | 3          |         |                    |                    |  |  |                    |                    |
|  | Rep. Dominicana | Stati Uniti | 3          | 0       | Porto Rico         | 3                  |  |  |                    |                    |
|  | Rep. Dominicana |             |            | 0       | Porto Rico         | 3                  |  |  |                    |                    |
|  | Stati Uniti     | 3           |            | Messico | 0                  |                    |  |  |                    |                    |
|  | Stati Uniti     | 3           |            |         | 0                  |                    |  |  |                    |                    |
|  |                 |             |            |         |                    |                    |  |  |                    |                    |
|  |                 |             |            |         |                    |                    |  |  |                    |                    |

##### Quarti di finale
| 9 aprile 2010 Auditorio Panamericano, Guadalajara Durata: 1h:56 - Spettatori: 200 | Cuba            | 3 - 0 | Guatemala   | 25-18, 25-12, 25-8  |
| 9 aprile 2010 Auditorio Panamericano, Guadalajara Durata: 1h:13 - Spettatori: 400 | Rep. Dominicana | 0 - 3 | Stati Uniti | 13-25, 18-25, 15-25 |

##### Finale 9º posto
| 9 aprile 2010 Auditorio Panamericano, Guadalajara Durata: 1h:19 - Spettatori: 200 | Canada | 3 - 0 | Curaçao | 25-15, 25-18, 25-20 |

##### Semifinali
| 10 aprile 2010 Auditorio Panamericano, Guadalajara Durata: 1h:07 - Spettatori: 1 000 | Porto Rico | 0 - 3 | Cuba        | 21-25, 16-25, 12-25 |
| 10 aprile 2010 Auditorio Panamericano, Guadalajara Durata: 1h:17 - Spettatori: 2 000 | Messico    | 0 - 3 | Stati Uniti | 21-25, 20-25, 12-25 |

##### Finale 7º posto
| 10 aprile 2010 Auditorio Panamericano, Guadalajara Durata: 1h:46 - Spettatori: 450 | Costa Rica | 2 - 3 | Canada | 24-26, 25-16, 25-22, 20-25, 9-15 |

##### Finale 5º posto
| 10 aprile 2010 Auditorio Panamericano, Guadalajara Durata: 1h:38 - Spettatori: 400 | Guatemala | 3 - 1 | Rep. Dominicana | 25-17, 27-25, 16-25, 25-23 |

##### Finale 3º posto
| 11 aprile 2010 Auditorio Panamericano, Guadalajara Durata: 1h:29 - Spettatori: 2 000 | Porto Rico | 3 - 0 | Messico | 29-27, 28-26, 25-23 |

##### Finale
| 11 aprile 2010 Auditorio Panamericano, Guadalajara Durata: 1h:12 - Spettatori: 3 000 | Cuba | 3 - 0 | Stati Uniti | 25-16, 25-18, 25-22 |

## Classifica finale
| Pos     | Squadra         | Rosa |
| ------- | --------------- | --- |
| Oro     | Cuba            | Formazione: 1 León, 2 Arias, 3 Hernández, 4 Betharte, 5 Quintana, 6 Lamadrid, 7 García, 8 Bisset, 9 Osoria, 10 Loyola, 11 Fundora, 12 Perdomo, CT: Sánchez                |
| Argento | Stati Uniti     | Formazione: 3 Antonijević, 4 Christenson, 7 Kingi, 9 LaRusch, 10 McAndrew, 12 Orenic, 13 Rhein, 14 Russell, 16 Sato, 17 Tarantino, 18 West, 19 White, CT: Sato            |
| Bronzo  | Porto Rico      | Formazione: 2 J. Rivera, 3 Burgos, 4 Sánchez, 5 Acosta, 6 Romero, 7 García, 8 Cartagena, 10 Cruz, 11 Rodríguez, 12 C. Rivera, 13 Matias, 15 González, CT: Lawrence        |
| 4.      | Messico         | Formazione: 1 Balan, 2 Ponce, 3 Sianez, 4 Ceballos, 6 Pérez, 7 Mendoza, 8 Perales, 9 Medina, 12 Murillo, 13 Rodríguez, 14 Araujo, 16 Limón, CT: Arias                     |
| 5.      | Guatemala       | Formazione: 1 Duarte, 2 Alvarado, 3 Franco, 4 Ramírez, 5 González, 7 Estrada, 9 B. Vázquez, 10 Menendez, 11 Boteo, 12 Chinchilla, 13 Colindres, 14 J. Vázquez, CT: Chávez |
| 6.      | Rep. Dominicana | Formazione: 1 F. Cerda, 2 E. Cerda, 3 Acosta, 4 Almonte, 5 Cabrera, 6 Antigua, 7 Frías, 11 del Carmen, 12 Miéses, 15 Torres, 16 Vargas, 18 Sánchez, CT: Vásquez           |
| 7.      | Canada          | |
| 8.      | Costa Rica      | |
| 9.      | Curaçao         | |

|  | Qualificata ai I Giochi olimpici giovanili e al campionato mondiale 2011 |

|  |  | Qualificate al campionato mondiale 2011 |

## Premi individuali
| Premio                | Nome              | Squadra     |
| --------------------- | ----------------- | ----------- |
| MVP                   | Wilfredo León     | Cuba        |
| Miglior realizzatore  | Wilfredo León     | Cuba        |
| Miglior attaccante    | Wilfredo León     | Cuba        |
| Miglior muro          | Aaron Russell     | Stati Uniti |
| Miglior servizio      | Jonathan Rivera   | Porto Rico  |
| Miglior palleggiatore | Jonathan Ponce    | Messico     |
| Miglior ricevitore    | Disotuar Travieso | Costa Rica  |
| Miglior difesa        | José Mendoza      | Messico     |
| Miglior libero        | José Mendoza      | Messico     |